# 千手町 (新潟県中魚沼郡)
千手町（せんじゅまち）は、かつて新潟県中魚沼郡にあった村。

## 沿革
- 1922年（大正11年）11月1日 - 中魚沼郡千手町村、中野村が合併し、千手村（せんじゅむら）が発足。
- 1934年（昭和9年）8月1日 - 町制施行し千手町となる。
- 1956年（昭和31年）9月1日 - 中魚沼郡仙田村、橘村、上野村と合併し、川西町となり消滅。